# KHD A8M 324 R Bauart D
Die Typenreihe KHD A8M 324 R Bauart D war eine vierachsige Diesellokomotive mit Stangenantrieb, die für den Rangier- und Streckendienst auf Strecken mit geringerem Achsdruck konzipiert wurde. Insgesamt wurden elf Lokomotiven von 1939 bis 1943 von Klöckner-Humboldt-Deutz (KHD) gebaut, sie waren bis 1982 im Einsatz.
Eine Lokomotive ist erhalten geblieben und befindet sich heute (2020) im Eisenbahnmuseum der Köln-Bonner Eisenbahn-Freunde e. V.

## Entwicklung
Zusätzlich zur KHD A8M 324 R Bauart C entstand ein Jahr später eine vierachsige Lokomotive mit derselben Motorkonfiguration. Zu den elf gebauten Lokomotiven kommen weitere acht, bei denen nicht vollständig geklärt ist, ob sie drei- oder vierachsig ausgeführt wurden. Die Lokomotiven wurden an Privatbetriebe ausgeliefert:
- Union Rheinische Braunkohlen Kraftstoff AG in Wesseling zwei Lokomotiven,
- Röchlingsche Eisen- und Stahlwerke GmbH in Völklingen zwei Lokomotiven,
- Oberschlesische Hydrierwerke AG in Oberschlesien fünf Lokomotiven und an
- Dynamit AG Troisdorf eine Lokomotive.

Zusätzlich wurde eine Lokomotive an eine Erdölraffinerie in Rumänien geliefert.

## Technik
Der Motorraum besitzt Abrundungen und wie die dreiachsige Variante dieselbe Länge über Puffer. Der Unterschied lag nur in der Zahl der Achsen und den dadurch notwendigen Veränderungen des Fahrgestells.
Der Antrieb erfolgte durch den schnelllaufenden Achtzylinder-Viertakt-Dieselmotor A8M 324 R von KHD, der gegenüber dem der Bauart C eine auf 320 PS gesteigerte Leistung besaß. Nach dem Motor schloss sich über eine Einscheibentrockenkupplung ein Viergang-Wechselgetriebe mit Wendegetriebe an. Das Getriebe war unter dem Führerhaus untergebracht, dort befand sich auch die Blindwelle, von der über eine Treibstange die dritte Achse angetrieben wurde. Die Lokomotiven waren für eine Geschwindigkeit von 25 km/h zugelassen.
Das geräumige Führerhaus war wie bei der Bauart C mit den großen rechteckigen Fenstern gestaltet. Mit einer mechanischen Bremse wurden alle Räder einseitig von vorn abgebremst.

## Einsatz

### Union Rheinische Braunkohlen Kraftstoff AG 1 und 2
Anfangs waren zwei Lokomotiven im Einsatz, die bis 1964 im Übergabebahnhof den Rangierdienst versahen. Dann wurde die UK 2 abgestellt. Die UK 1 wurde auf der Anschlussbahn weiter eingesetzt. Das Abstelldatum ist nicht bekannt. 1987 wurde sie an das Eisenbahnmuseum der Köln-Bonner Eisenbahn-Freunde e. V. abgegeben, wo sie 2020 vorhanden ist. Sie ist die einzige erhalte Maschine mit der Motorkonfiguration KHD A8M 324 R.

### Dynamit AG Troisdorf
Fast ebenso lange war die Maschine mit der Fabriknummer 36857 im Dienst, die 1941 an die Dynamit Ag in Troisdorf ausgeliefert wurde. Noch in den 1940er Jahren gelangte die Lok an ein Tanklager in Farge, dort und den Nachfolgeunternehmen blieb die Lok bis Anfang 1980, im April 1980 wurde sie abgestellt und 1981 in Bremen verschrottet.